# GOOD GIRL : 누가 방송국을 털었나
《GOOD GIRL : 누가 방송국을 털었나》는 2020년 5월 14일부터 2020년 7월 2일까지 엠넷에서 매주 목요일 밤 11시에 방영한 TV 프로그램이다.
언더그라운드 래퍼부터 현역 아이돌, 인기 아티스트까지 여자 힙합 R&B 뮤지션들이 팀을 이루어, 엠넷이 제시하는 상대팀과 대결하여 승리하면 상금을 얻는 형식이다. 《슈퍼스타K4》, 《MUST 밴드의 시대》, 《Show Me The Money》 시리즈를 거친 최효진 PD가 연출했다. 첫 대결 상대로 스윙스, 한요한, 기리보이, 릴타치, 세 번째 대결 상대로 마미손, 나플라X루피, 리듬파워, 두 번째 대결 상대로 효린, 라비, 오마이걸 미미·유아, AB6IX가 등장했다.

## 출연자
- 에일리
- 치타
- 효연 (소녀 시대)
- 제이미
- 전지우 (Kard)
- 이영지
- 퀸 와사비
- 슬릭
- 장예은 (CLC)
- 윤훼이

## 시청률
| 회차 | 방송 날짜       | 전국 AGB 닐슨 시청률 |
| ---- | --------------- | -------------------- |
| 1    | 2020년 5월 14일 | 0.4%                 |
| 2    | 2020년 5월 21일 | 0.3%                 |
| 3    | 2020년 5월 28일 | 0.3%                 |
| 4    | 2020년 6월 4일  | 0.3%                 |
| 5    | 2020년 6월 11일 | 0.3%                 |
| 6    | 2020년 6월 18일 | 0.3%                 |
| 7    | 2020년 6월 25일 | 0.4%                 |
| 8    | 2020년 7월 2일  | 0.3%                 |